# Irrigador Éguisier

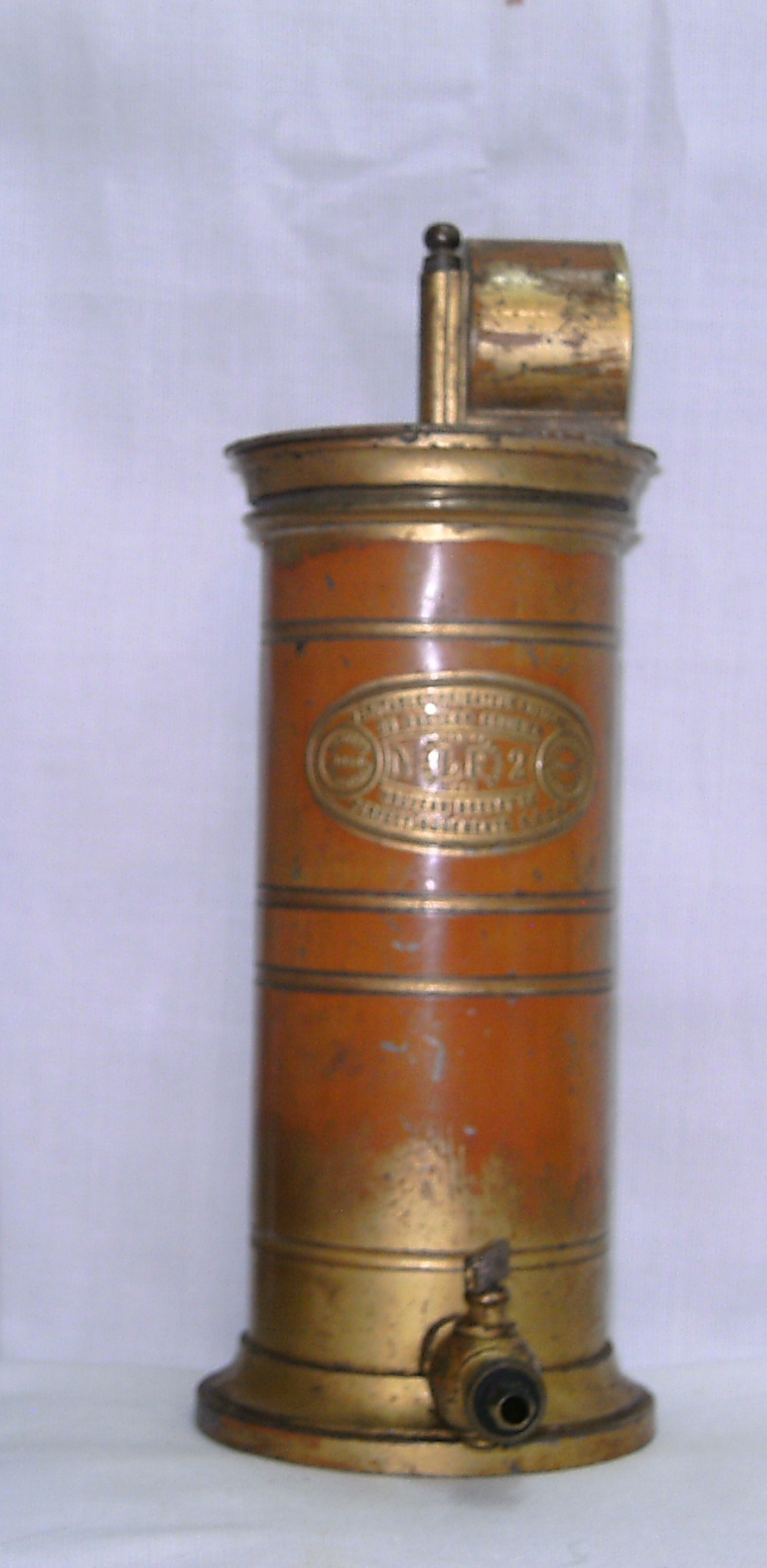
Imatge de l'irrigador Éguisier conservat a la Casa Museu del Voltreganès.

L'irrigador Éguisier és un aparell fabricat a França a mitjan segle xix, que durant molts anys va tenir diverses aplicacions en medicina: tractaments de problemes de la matriu, ènemes, injeccions a la bufeta urinària, tractaments bucals i de la faringe, entre d'altres. A la Casa Museu del Voltreganès es conserva un exemplar provinent de la rectoria del Santuari de la Gleva.
A la patent, l'inventor va descriure el seu giny com un aparell de doble circulació contínua, amb reservori cilíndric d'estany o porcellana, dintre del qual un pistó de cremallera, mogut per un ressort situat a la part superior, impulsa el líquid per un tub de cautxú proveït d'una cànula especialment dissenyada per a produir un “doble corrent”. Libault considera aqueixa cànula una de les aportacions més interessants de l'irrigador que explica la superioritat dels Éguisier sobre els altres sistemes existents.
Un dels avantatges del sistema Éguisier davant d'altres era l'autonomia, atès que al pacient no li calia l'ajuda de ningú per a emprar-lo. Solament l'havia de col·locar sobre un moble per a fer-lo funcionar.
F. Libaut va patentar el sistema de funcionament d'aquesta mena d'irrigadors el 1842. Es creu que el nom de l'aparell es deu a la col·laboració entre Libault i el ginecòleg Éguisier, qui el presentà públicament als metges francesos un any més tard, el 1843.